# Charles Cripps, 1. Baron Parmoor

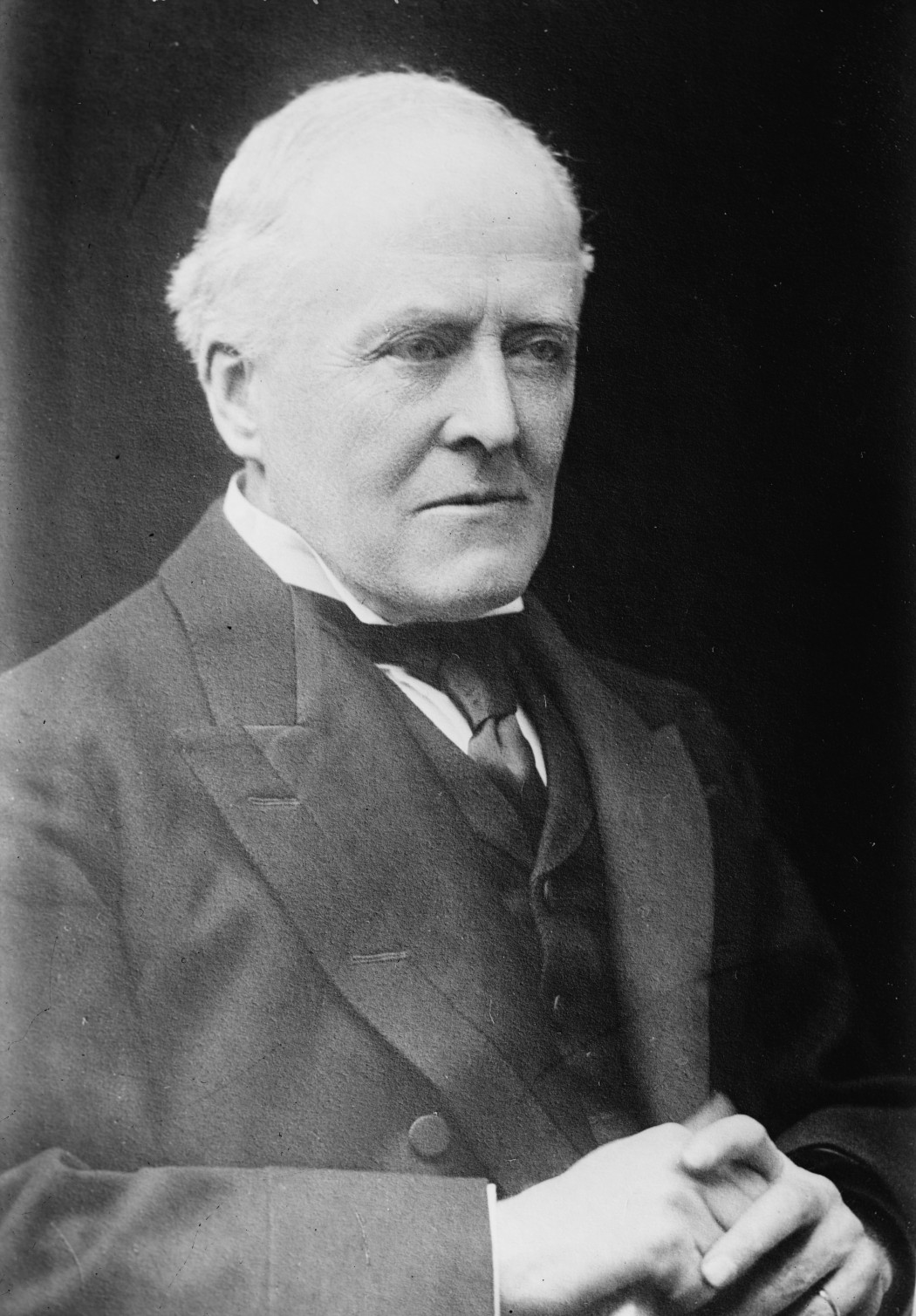
Charles Alfred Cripps, 1. Baron Parmoor (1922)

Charles Alfred Cripps, 1. Baron Parmoor KCVO PC QC JP (* 3. Oktober 1852 in West Holey, Berkshire, England; † 30. Juni 1941 in Henley-on-Thames, Oxfordshire, England) war ein britischer Jurist und Politiker der Conservative Party sowie später der Labour Party, der 14 Jahre lang verschiedene Wahlkreise als Mitglied des House of Commons vertrat. Daneben engagierte er sich zeitlebens in der Church of England und fungierte von 1900 bis 1941 als Generalvikar des York Minster, die größte mittelalterliche Kirche Englands, sowie zugleich zwischen 1902 und 1924 auch als Generalvikar der Kathedrale von Canterbury.
1914 wurde er als Baron Parmoor in den erblichen Adelsstand erhoben und gehörte dadurch bis zu seinem Tod 1941 dem House of Lords als Mitglied an. 1924 sowie erneut zwischen 1929 und 1931 bekleidete er das Amt des Lord President of the Council und stand somit dem Geheimen Kronrat (Privy Council) vor.

## Leben

### Studium und Rechtsanwalt
Cripps war das sechste von elf Kindern sowie der drittälteste Sohn des Rechtsanwalts Henry William Cripps und dessen Ehefrau Julia Lawrence und wuchs im Dorf Hambleden in der Grafschaft Buckinghamshire auf. Nach dem Besuch des renommierten elitären Winchester College begann er ein Studium am New College der University of Oxford, das er 1874 mit einem Bachelor of Arts (B.A.) abschloss. Danach war er von 1875 bis 1881 als Fellow am traditionsreichen St. John’s College der Universität Oxford tätig. Ein gleichzeitiges postgraduales Studium am New College im Fach Zivilrecht beendete er 1876 mit einem Bachelor of Civil Law (B.C.L.) und erwarb daneben 1876 auch einen Master of Arts (M.A.) am New College.
Seine juristische Ausbildung setzte Cripps 1876 bei der Rechtsanwaltskammer (Inns of Court) fort und erhielt 1877 seine anwaltliche Zulassung bei der Anwaltskammer von Middle Temple. Im Anschluss nahm er eine Tätigkeit als Barrister in Marylebone auf, einem Stadtteil von London, lehrte daneben als Gastdozent Honorary Fellow weiterhin am New College. Für seine anwaltlichen Verdienste wurde er 1890 zum Kronanwalt (Queen’s Counsel) berufen und ließ sich 1891 mit einer Anwaltskanzlei im Londoner Stadtteil Chelsea nieder. 1893 wurde er darüber hinaus sogenannter „Bencher“ der Anwaltskammer von Middle Temple und gehörte damit zu den erfahrensten Juristen dieser Rechtsanwaltskammer.

### Unterhausabgeordneter und Engagement für die Church of England

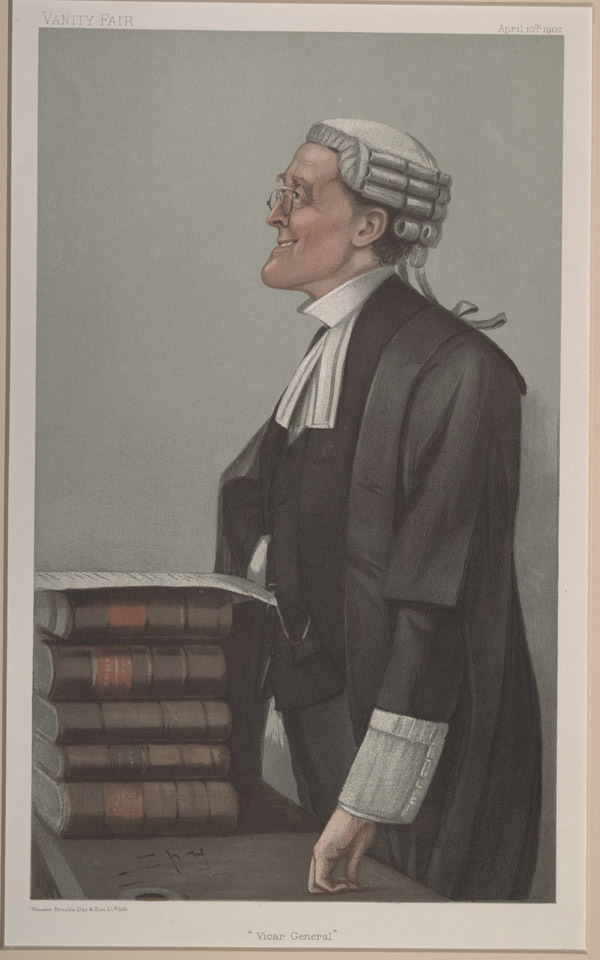
Charles Alfred Cripps in einer Karikatur von Spy in der Zeitschrift Vanity Fair vom 4. Oktober 1902

Cripps wurde am 13. Juli 1895 als Kandidat der Conservative Party erstmals zum Mitglied des House of Commons gewählt und vertrat in diesem bis zu seiner Wahlniederlage am 1. Oktober 1900 den Wahlkreis Stroud. Daneben wurde er 1895 auch Generalstaatsanwalt des damaligen Prince of Wales, Kronprinz Albert Edward, und übte diese Funktion als Rechtsberater auch bei den nachfolgenden Thronfolgern des britischen Monarchen, Prince George Frederick Ernest Albert und Prince Edward Albert Christian George Andrew Patrick David, bis 1914 aus. Während seiner Parlamentszugehörigkeit fungierte er 1896 zudem als Mitglied des Ausschusses für Südafrika sowie als Mitglied der Königlichen Kommission für Reichs- und Kommunalsteuern (Royal Commission on Imperial and Local Taxation).
Neben seiner anwaltlichen und politischen Tätigkeit engagierte sich Cripps zeitlebens für die Church of England und fungierte zwischen 1900 und seinem Tod 1941 als Generalvikar sowie Kanzler des York Minster, der größten mittelalterlichen Kirche Englands, und war damit bei dessen Verhinderung Vertreter des Erzbischofs von York. Zugleich bekleidete er von 1902 bis 1924 das Amt des Generalvikars der Kathedrale von Canterbury, so dass er auch Vertreter des Erzbischofs von Canterbury bei dessen Verhinderung war. Daneben war er auch Vorsitzender der Laienvertreter des Erzbistums Canterbury (Canterbury House of Laity).
Bei einer Nachwahl (By-election) im Wahlkreis Stretford wurde Cripps für die konservativen Tories am 26. Februar 1901 wieder zum Abgeordneten des Unterhauses gewählt, verlor dieses Mandat jedoch bereits bei der darauf folgenden Unterhauswahlen am 12. Januar 1906. Für seine Verdienste für die Fürsten von Wales wurde er 1908 zum Knight Commander des Royal Victorian Order (KCVO) geschlagen und führte fortan den Namenszusatz „Sir“.

### Wiederwahl zum Unterhausabgeordneten und Oberhausmitglied
Bei den Unterhauswahlen vom 15. Januar 1910 wurde Cripps für die Conservative Party abermals zum Mitglied des House of Commons gewählt und vertrat nunmehr bis zum 16. Januar 1914 den Wahlkreis Wycombe. Zugleich fungierte er von 1910 bis 1925 auch als Vorsitzender des Quartalsgerichts (Court of Quarter Sessions) von Buckinghamshire und war auch Friedensrichter (Justice of the Peace) dieser Grafschaft.
Durch ein Letters Patent vom 16. Januar 1914 wurde Cripps als Baron Parmoor, of Frieth in the County of Buckingham, in den erblichen Adelsstand (Hereditary Peerage) erhoben und war dadurch bis zu seinem Tod 1941 Mitglied des House of Lords. 1914 wurde er ferner Mitglied des Geheimen Kronrates (Privy Council) und auch Mitglied von dessen Rechtsausschuss. Des Weiteren bekleidete er 1917 das Amt des Schatzmeisters der Anwaltskammer von Middle Temple.
Nach der Gründung der Kirchenversammlung (National Church Assembly) der Church of England wurde er 1920 erster Vorsitzender von deren Laienvertretung (House of Laity) und übte dieses Amt bis 1924 aus.

### Lord President of the Council
1923 trat Baron Parmoor der Labour Party bei und wurde am 22. Januar 1924 von Premierminister Ramsay MacDonald erstmals zum Präsidenten des Geheimen Kronrates (Lord President of the Council) berufen und bekleidete dieses Amt bis zum Ende von MacDonalds Amtszeit am 3. November 1924. Während dieser Zeit war er 1924 auch britischer Vertreter beim Völkerbund.
Nach dem Tode von Richard Haldane, 1. Viscount Haldane am 19. August 1928 wurde er als Leader of the Labour Party in the House of Lords Vorsitzender der Fraktion der Labour Party im Oberhaus und übte diese Funktion bis zu seiner Ablösung durch Arthur Ponsonby, 1. Baron Ponsonby of Shulbrede 1931 aus.
Nachdem Ramsay MacDonald am 8. Juni 1929 erneut Premierminister wurde, berief dieser Baron Parmoor abermals zum Lord President of the Council. Er übte diesen Posten bis zur Bildung der National Government am 24. August 1931 aus und wurde dann von Stanley Baldwin abgelöst. Zudem bekleidete er vom 8. Juni 1929 bis zum 24. August 1931 auch das Amt des Führers der Regierungsmehrheit im Oberhaus (Leader of the House of Lords). Sein Nachfolger in dieser Funktion wurde daraufhin Rufus Isaacs, 1. Marquess of Reading.

### Ehen und Nachkommen

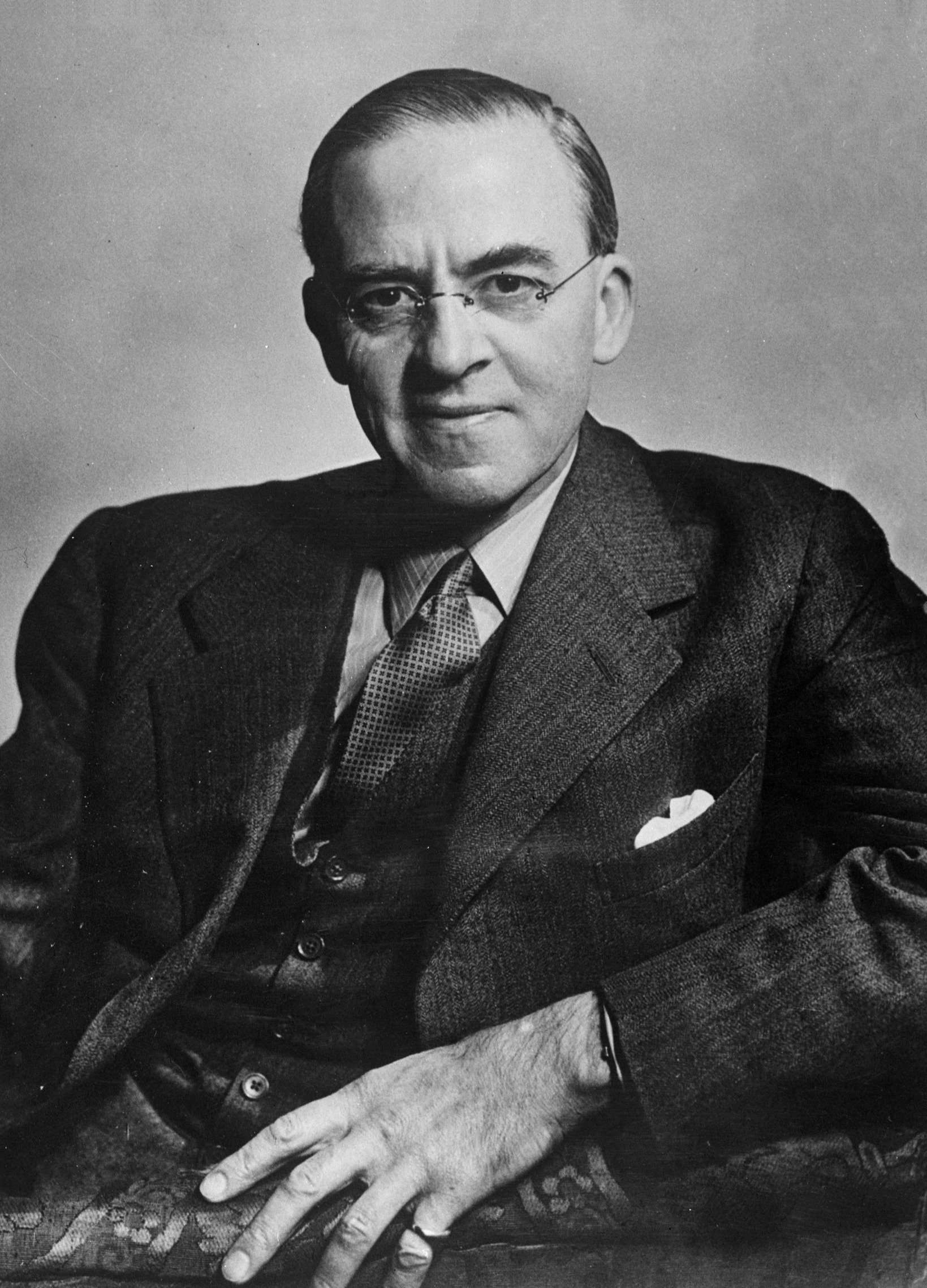
Der bekannte Politiker Sir Richard Stafford Cripps war der jüngste Sohn von Charles Alfred Cripps

Cripps war zwei Mal verheiratet. In erster Ehe heiratete er am 27. Oktober 1881 Theresa Potter, Tochter des Rechtsanwalts und Unternehmers Richard Potter sowie Schwester von Catherine Courtney, Baroness Courtney of Penwith und Beatrice Webb. Aus dieser Ehe gingen vier Söhne und eine Tochter hervor.
Der älteste Sohn Alfred Henry Seddon Cripps war ebenfalls als Barrister tätig und erbte bei seinem Tod am 30. Juni 1941 den Titel als 2. Baron Parmoor, wodurch er ebenfalls Mitglied des Oberhauses wurde. Seine einzige Tochter Ruth Julia Cripps war mit Alfred Charles Glyn Egerton verheiratet, einem Fellow der Royal Society. Sein zweitältester Sohn Frederick Heyworth Cripps war Rechtsanwalt und Lieutenant Commander der Reserve der Royal Navy und wurde beim Tod seines am 12. März 1977 kinderlos verstorbenen älteren Bruders dessen Nachfolger als 3. Baron Parmoor, verstarb aber wenige Monate später am 5. Oktober 1977. 
Der drittälteste Sohn Leonard Harrison Cripps nahm als Major der 4th Hussars am Ersten Weltkrieg teil und wurde für seine Verdienste zwei Mal im Kriegsbericht erwähnt (Mentioned in dispatches). Später war er als Unternehmer tätig und unter anderem von 1941 bis 1946 Vorstandsvorsitzender der Reederei Elder Dempster & Company.
Sein vierter und jüngster Sohn war der bekannte Politiker Richard Stafford Cripps, der 19 Jahre lang die Labour Party als Abgeordneter im Unterhaus vertrat und unter anderem Lordsiegelbewahrer, Minister für Flugzeugproduktion, Handelsminister, Wirtschaftsminister sowie Schatzkanzler war.
Nachdem seine erste Ehefrau Theresa Potter bereits am 22. Mai 1893 im Alter von 40 Jahren verstorben war, blieb Cripps 26 Jahre lang unverheiratet, ehe er am 14. Juli 1919 seine zweite Ehe schloss und Marian Emily Ellis heiratete, die Tochter des Bergwerkbesitzers John Edward Ellis, der von 1885 bis zu seinem Tod 1910 die Liberal Party als Mitglied im House of Commons vertreten hatte und zwischen 1905 und 1907 Unterstaatssekretär im Ministerium für Indien war.